# Пакоа
Пакоа (исп. Pacoa) — муниципалитет и одноимённый посёлок на юго-востоке Колумбии, в составе департамента Ваупес.

## История
Муниципалитет был образован 30 ноября 1967 года.

## Географическое положение

Муниципалитет Пакоа

Посёлок расположен на правом берегу реки Апапорис, на расстоянии приблизительно 170 километров к юго-западу от города Миту, административного центра департамента. Абсолютная высота — 107 метров над уровнем моря.

Муниципалитет Пакоа расположен в западной части департамента. Граничит на севере с муниципалитетами Каруру и Миту, на северо-западе — с территорией департамента Гуавьяре, на юго-западе — с территорией департамента Какета, на юге — с территорией департамента Амасонас, на юго-востоке — с муниципалитетом Тарайра, на востоке — с территорией Бразилии. Площадь муниципалитета составляет 14 109 км².

## Население
По данным Национального административного департамента статистики Колумбии, численность населения муниципалитета в 2012 году составляла 5316 человек.
Динамика численности населения муниципалитета по годам:
| 2005 | 2006 | 2007 | 2008 | 2009 | 2010 | 2011 | 2012 |
| ---- | ---- | ---- | ---- | ---- | ---- | ---- | ---- |
| 4459 | 4577 | 4697 | 4818 | 4940 | 5064 | 5189 | 5316 |